# Antoine Abed
Antoine Abed (ur. 26 października 1896 w Tripoli, zm. 15 września 1975) – libański duchowny kościoła maronickiego, w latach 1933-1975 eparcha, a następnie archieparcha Tripolisu. Uczestnik Soboru Watykańskiego II.

## Życiorys
Urodził się 26 października 1896 w Tripoli.
Święcenia kapłańskie otrzymał 17 maja 1925. 23 marca 1933 został wybrany eparchą Tripolisu. Na biskupa został wyświęcony 7 maja 1933 przez patriarchę Antonia Arida z Bszarri, papież Pius XI zaakceptował ten wybór 16 października tego samego roku. 5 września 1965 został podniesiony do rangi archieparcha. Brał udział jako ojciec soborowy we wszystkich 4 sesjach Soboru Watykańskiego II
Zmarł 15 września 1975.